# 铁线虫目
铁线虫目（学名：Gordioidea）为铁线虫纲的一个目。

## 下级分类
本目包括以下科：
- 粗皮虫科 Chordodidae
- 铁线虫科 Gordiidae